# Cilofungin
Cilofungin ist ein Antimykotikum aus der Gruppe der Echinocandine. Es hemmt die Zellwandbiosynthese bei manchen Candida-albicans-Arten. Wegen Toxizität der Trägersubstanz wurde die Entwicklung in Phase II eingestellt (Hersteller: Eli Lilly & Co.).

## Pharmakologie
Cilofungin hemmt die Glucansynthase, die für die Bildung von Beta-1-3-Glucan verantwortlich ist, einem Hauptbestandteil der meisten pathogenen Pilze. Dadurch wird die Zellwand instabil. Zusätzlich wird das Mycelwachstum gehemmt und die Aufnahme von N-Acetylglucosamin in das Mycel blockiert.